# Skladišče idrijskega rudnika, Vrhnika
Skladišče idrijskega rudnika je nadstropno skladišče, ki stoji na levem bregu Ljubljanice ob sedanji Ljubljanski cesti severovzhodno od središča Vrhnike (v smeri proti Ljubljani). Enajstosna stavba površine 630 m² je zidana iz lomljenega kamna in krita z opeko, s skoraj meter debelimi stenami in železnimi okenskimi mrežami. Ostrešje v notranjosti podpirajo kamniti in hrastovi nosilni stebri. V pritličju ima dve manjši sobi, kuhinjo, dva prostora za orodje v predprostoru in dolg prostor za shranjevanje žita, v nadstropju pa manjšo sobo, obokan kamin in še en dolg prostor za žito. Trenutno je v zasebni lasti, opuščena in deležna le najnujnejšega vzdrževanja.

## Zgodovina
Stavbo je dala sredi 18. stoletja postaviti državna zakladnica za skladiščenje žita in rudniških proizvodov idrijskega rudnika živega srebra v neposredni bližini takratnega tovornega pristanišča na Ljubljanici. Večina tovora v tej smeri je takrat namreč potovala po reki, na Vrhniki pa so ga pretovorili na vozove in ga odpeljali po poti čez Dole v Idrijo. Skladišče je bilo pretežno namenjeno shranjevanju žita, ki ga je idrijski rudnik uporabljal za mezde delavcev. Natančno leto izgradnje ni znano; najstarejše znane omembe so iz leta 1764, ko so ga lokalni zidarski in krovski mojstri navajali kot argument, da ne delajo tako slabo kot jim očitajo oblasti. Skladišče je bilo zgrajeno na zemljišču prej v lasti Ludvika Dietricha, v bližini skladišča mitničarskega urada.
Sistem skladiščenja pretovorjenega blaga je deloval do izgradnje južne železnice sredi 19. stoletja, ko je tovorni promet po Ljubljanici zamrl. Država je skladišče leta 1861 dala naprodaj, odkupil ga je vrhniški posestnik in politik Ignacij Jelovšek. Od njega ga je kasneje odkupil Edvard Pišler, ki je v poslopju sušil zelišča za svojo destilarno. Po drugi svetovni vojni ga je oblast nacionalizirala. Zamisli o uporabi za reševanje stanovanjske problematike vrhniških delavcev niso bile uresničene, namesto tega ga je dobilo v najem ljubljansko podjetje Droga, ki je v njem nadaljevalo z zeliščarsko dejavnostjo. Kasneje je znova prešlo v zasebno last.